# Adenostomocoris
Adenostomocoris is een geslacht van wantsen uit de familie van de Miridae (Blindwantsen). Het geslacht werd voor het eerst wetenschappelijk beschreven door Schuh & Schwartz in 2004.

## Soorten
Het genus bevat de volgende soorten:

- Adenostomocoris pintoi (Schuh & Schwartz, 2004)
- Adenostomocoris semiustus (Van Duzee, 1914)